# Schroniska pod Ryglem
Schroniska pod Ryglem – dwa schroniska w skale Rygiel na Górze Zborów we wsi Kroczyce w województwie śląskim, powiecie zawierciańskim, w gminie Kroczyce, w obrębie rezerwatu przyrody Góra Zborów. Pod względem geograficznym znajdują się na Wyżynie Mirowsko-Olsztyńskiej, będącej częścią Wyżyny Częstochowskiej w obrębie Wyżyny Krakowsko-Częstochowskiej.

## Opis obiektu
Obydwa schroniska znajdują się u podstawy północno-zachodniej ściany skały Rygiel. Są to niemal identyczne, szerokie i dość płytkie wnęki. Mają szerokość 2 i 3 m i wysokość do 1,5 m. Ich ściany są silnie zwietrzałe. Prawdopodobnie są pozostałością większego systemu jaskiniowego, który w wyniku erozji skał uległ zniszczeniu. Mają próchniczne namulisko, są suche, widne i całkowicie poddane wpływom środowiska zewnętrznego.
Znane są od dawna, ale po raz pierwszy pomierzyli je i udokumentowali K. Mazik i Z. Lorek w lutym 1979 roku, nadając im nazwę Schronisko pod Ryglem
Na ścianach nad schroniskami odbywa się wspinaczka skalna

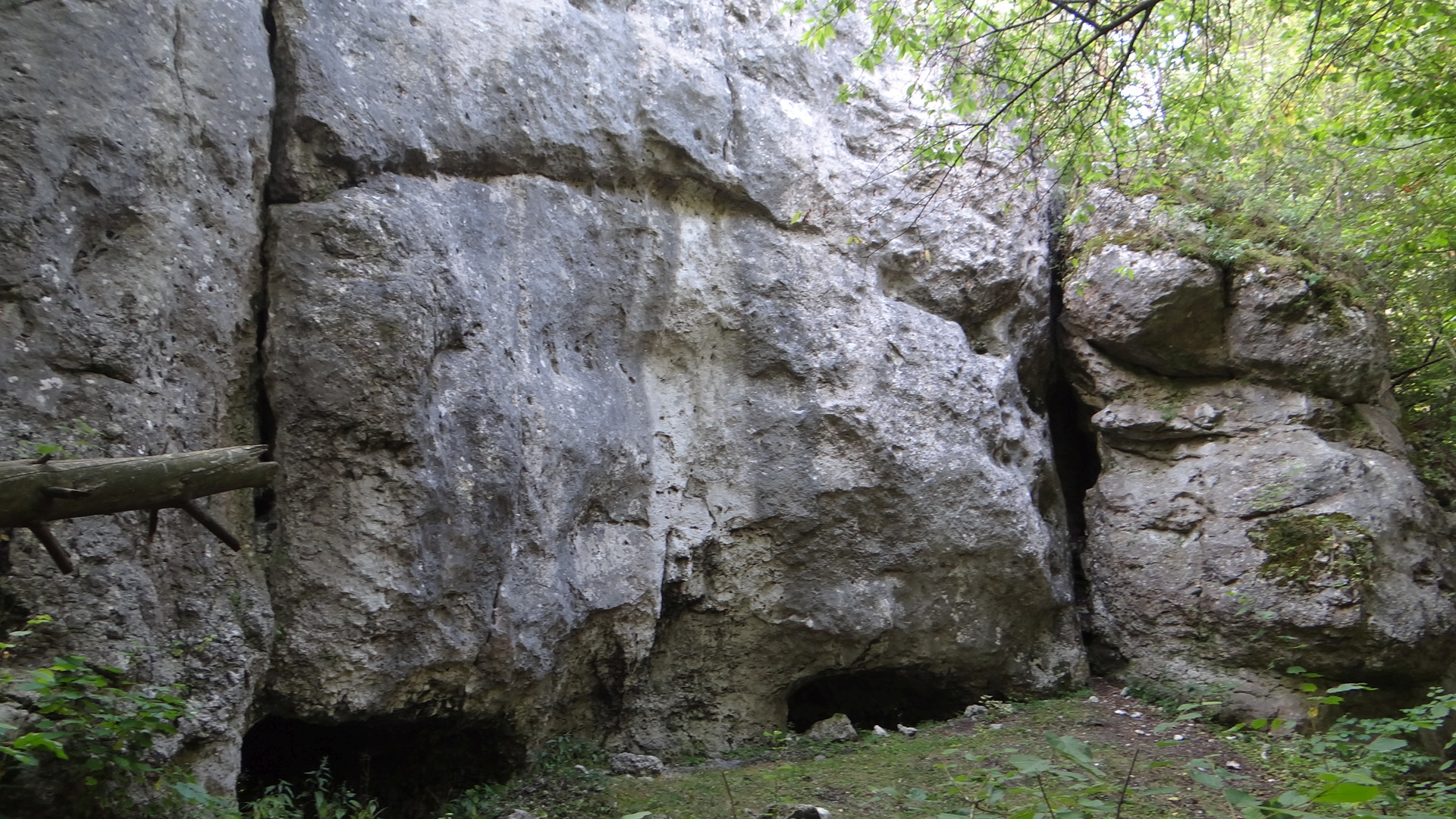
Ściana Rygla ze schroniskami i Szczeliną w Ryglu
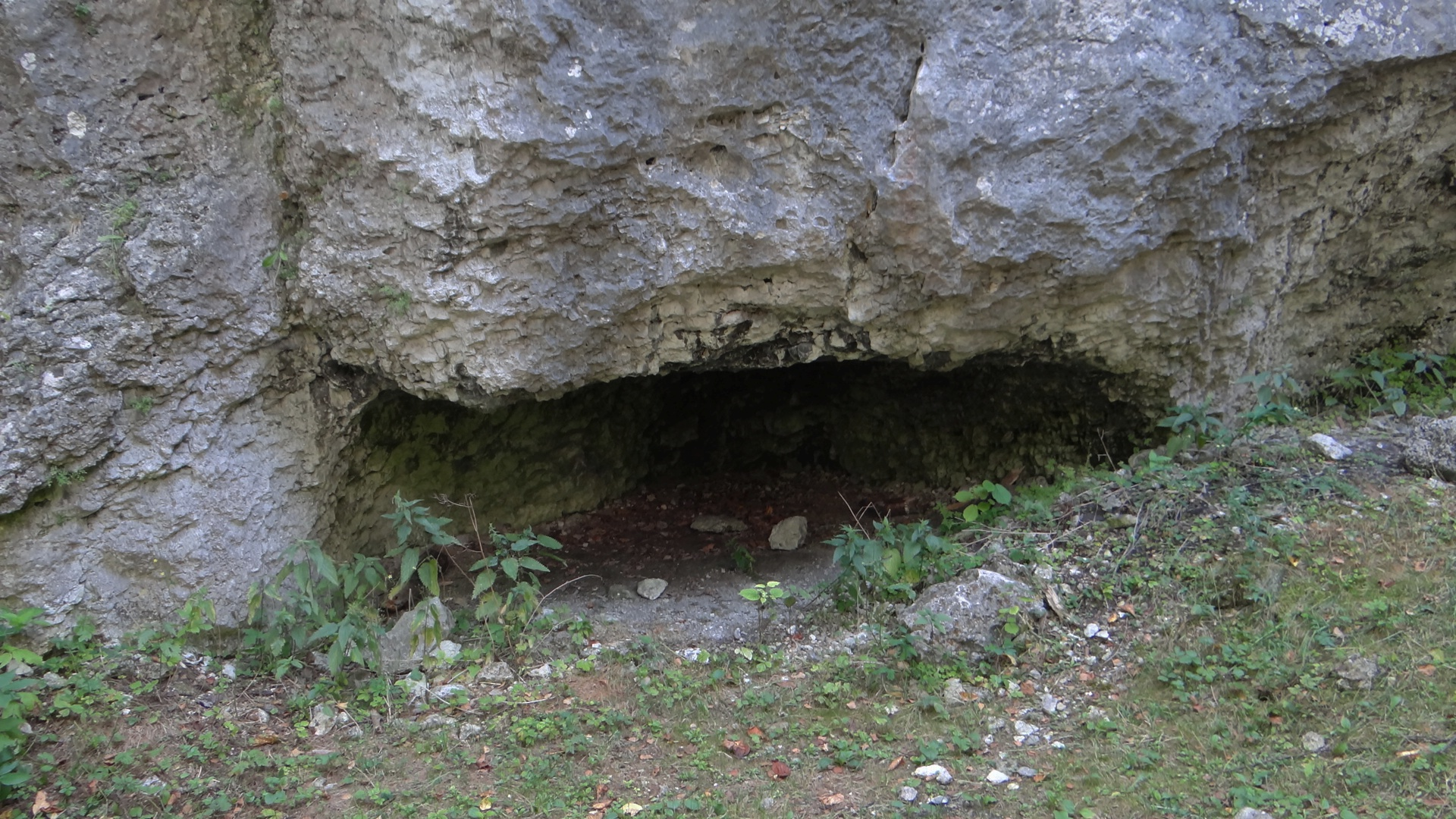
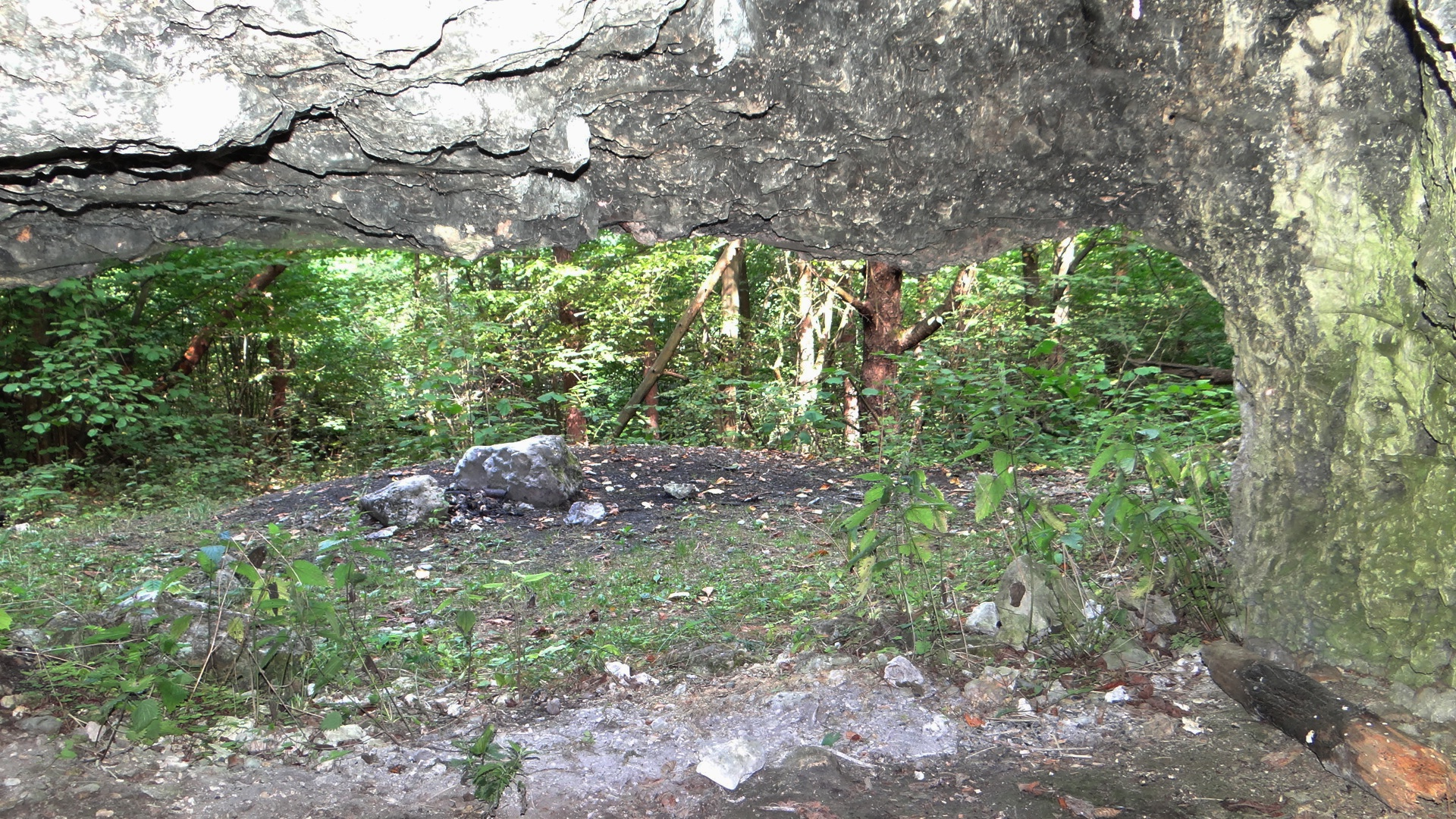
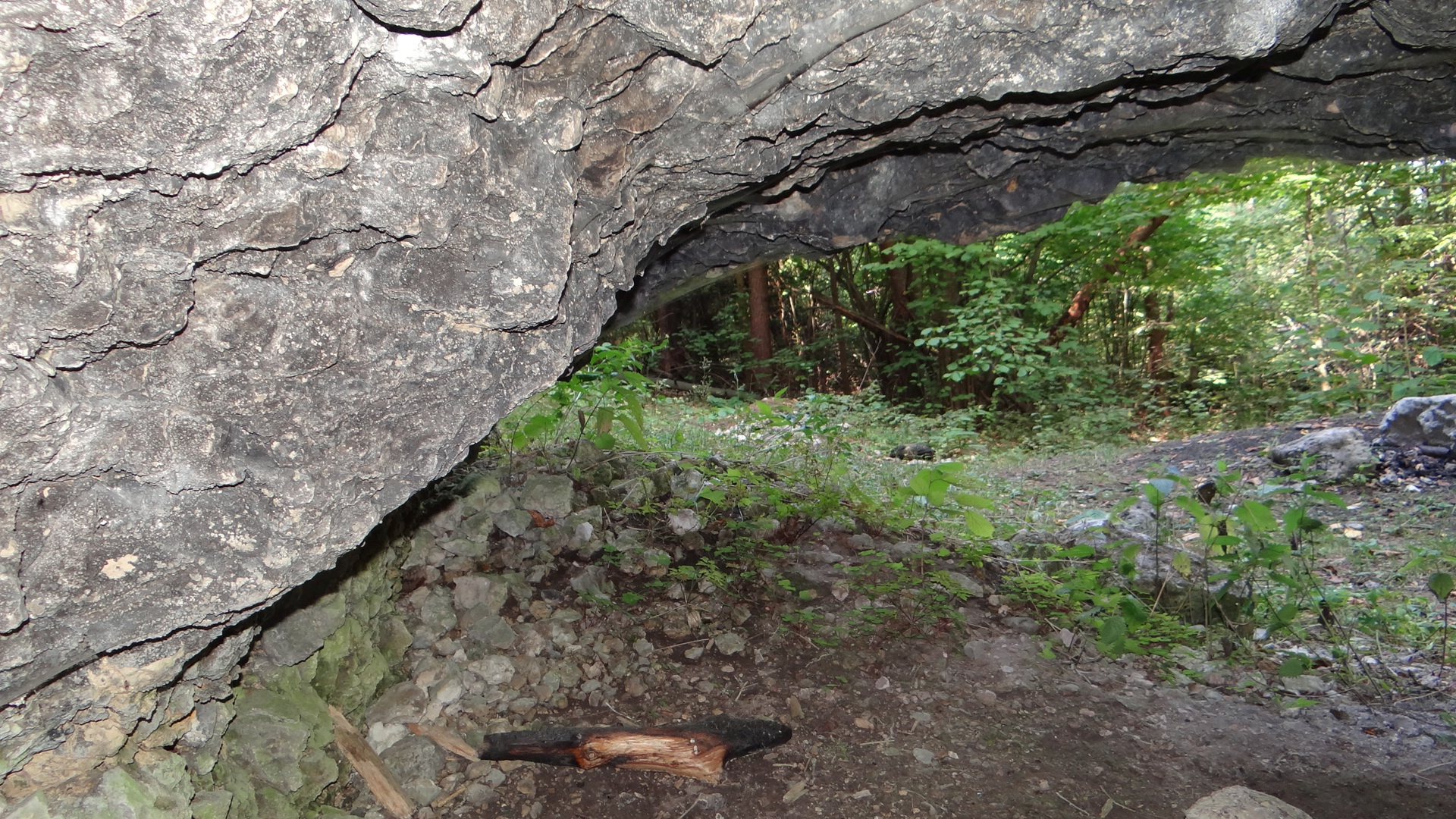
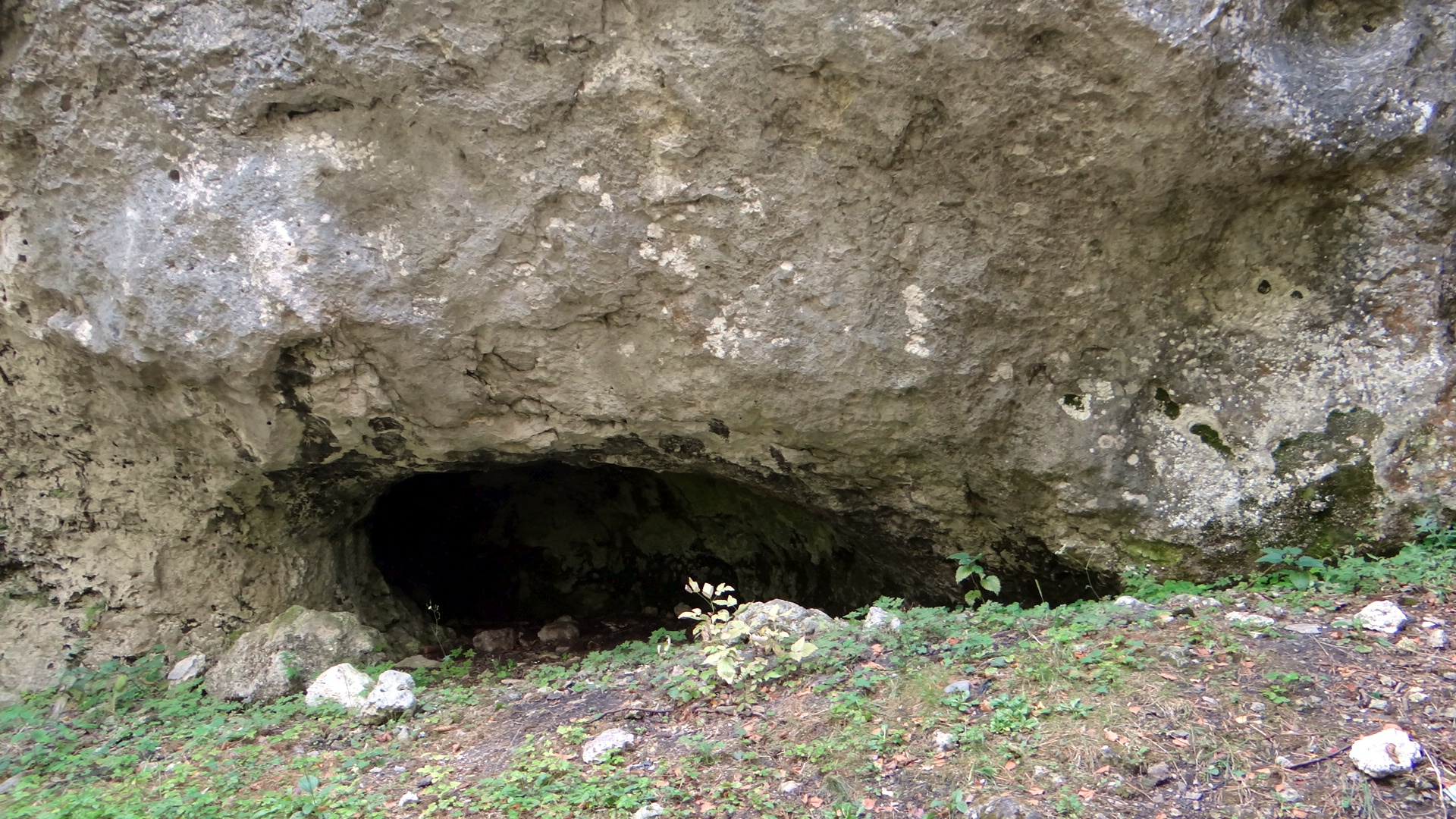

W skale Rygiel tuż po prawej stronie Schronisk pod Ryglem znajduje się jeszcze jedno schronisko – Szczelina w Ryglu.